# Каттлея Доу
Каттлея Доу, в художественной литературе встречается под названием Каттлея довиана (лат. Cattleya dowiana) — многолетнее травянистое растение семейства Орхидные.
Вид популярен в комнатном и оранжерейном цветоводстве, широко представлен в ботанических садах.

## Синонимы
По данным Королевских ботанических садов в Кью:
- Cattleya labiata var. dowiana (Bateman & Rchb.f.) A.H.Kent in H.J.Veitch, 1887

## Природныеразновидности
По данным Королевских ботанических садов в Кью:
- Cattleya dowiana var. aurea (Linden) B.S.Williams & T.Moore, 1883

Синонимы: Cattleya aurea Linden, 1883; Cattleya labiata subvar. aurea (Linden) Schltr., 1914; Cattleya chrysotaxa (Sander) God.-Leb., 1890;
Cattleya dowiana var. chrysotaxa Sander, 1890.
- Cattleya dowiana var. dowiana

Давая название новому виду Cattleya aurea, Линден детально оисал, как отличить C. aurea от Cattleya dowiana «другого жёлтоцветкого вида». Он сообщал, что губа C. aurea «желтая, бороздчатая с испещрённой пурпурной окантовкой», в то время, как губа C. dowiana «пурпурная, с легкими жёлтыми штрихами в разных местах». Петалии C. dowiana «часто пурпурно-жёлтые, а иногда грязно-жёлтые», у C. aurea «всегда жёлтые — иногда соломенно-жёлтые, но оттенки жёлтого цвета всегда яркие и без примесей».
Cattleya dowiana, уникальна среди однолистных видов каттлей не только своими жёлтыми сепалиями и петалиями, но также тем что вид был найден в природе в двух отдалённых друг от друга районах. Первый в Южной Америке (Антиокия, Колумбия), а другой почти в 1000 км, от него в Центральной Америке (Коста-Рика). Самые яркие жёлтые клоны C. dowiana пришли из Колумбии, включая большинство чистых желтоцветковых типов. Сезон цветения, общая форма цветка и размер, количество цветков на цветоносе и запах практически одинаково и у колумбийских и в коста-риканских растений.
Не все колумбийские C. dowiana — типа aurea. Растения с жёлтыми сепалиями и петалиями с небольшой примесью бледно-лилового цвета встречаются как Колумбии, так и в Коста-Рики.
C. dowiana не просто жёлтоцветковый вид. Первоначально она была описана в 1866 году, как имеющая сепалии и петалии «мягкого соломенного цвета», цвет петалий
изменчив от красновато-пурпурного до жёлто-коричневого и в различных сочетаниях жёлтого с бледно-лиловым, до чистого бледно-желто-зелёного цвета, до чистого жёлтого и даже жёлто-оранжевого. 

Губа C. dowiana изменчива от тёмного малиново-пурпурного цвета, с золотистым узором до средне-малинового с большими жёлтыми глазками, или практически жёлтого. Количество жёлтого цвета в губе также может меняться из года в год у одного и того же растения или на разных цветках расположенных на одном цветоносе.
Самая известная вариации коста-риканской C. dowiana — 'Rosita', FCC/RHS (1900 г.), которая имеет необыкновенно большое количество бледно-лилового оттенка в сепалиях и петалиях. Клон 'Rosita' широко используем в скрещивании.

## Этимологияи история описания
Вид не имеет устоявшегося русского названия, в русскоязычных источниках чаще используется научное название Cattleya dowiana.
Английское название — Dow’s Cattleya.
Первым из европейцев Cattleya dowiana обнаружил польский ботаника и сборщик орхидей Джозеф Варшевич в 1850 году в Коста-Рике. Гербарные образцы, отправленные Генриху Райхенбаху, были утеряны во время путешествия, и Рейхенбах не получил ни одного экземпляра, чтобы описать новое растение. Остались только письма Варшевича с описанием необычайно красивых цветов, что вызвало огромный интерес к новой каттлее с жёлтыми лепестками в садоводческих кругах Европы. 
С середины 1800-х гг., после основания английским купцом Джорджем Скиннером (George Ure Skinner), торговой компании в Гватемале (1831 г.), Центральная Америка стала настоящим клондайком для сбора новых тропических растений. Когда английский ботаник Джеймс Бейтмен (James Bateman) попросил Скиннера собрать ему несколько орхидей для исследования, тот в 1865 году в числе прочих растений прислал несколько растений C. dowiana, но в сопроводительных документах о них не упоминалось. Осенью того же года одно из растений зацвело. Таким образом, существование каттлеи с крупными цветами имеющими жёлтые лепестки, о котором писал Варшевич, подтвердилось. 
По просьбе Джорджа Скиннера, Бейтмана назвал новую каттлею в честь морского офицера Американской почтовой службы капитана Дж. М. Доу (J.M. Dow), «за проявленную доброту и постоянную помощь английским ученым — ботаникам, которым довелось познакомиться с ним во время путешествия вдоль побережья Тихого океана».

## Ареал, экологические особенности
Колумбия, Коста-Рика, Панама.
Эпифит в кронах деревьев на побережье Карибского моря, на высотах от 250 до 2500 метров над уровнем моря. 
 Цветение летом — осенью.
Cattleya dowiana  входит в Приложение II Конвенции CITES.
 Цель Конвенции состоит в том, чтобы гарантировать, что международная торговля дикими животными и растениями не создаёт угрозы их выживанию. Приложение включает все виды, которые в данное время хотя и не обязательно находятся под угрозой исчезновения, но могут оказаться под такой угрозой, если торговля образцами таких видов не будет строго регулироваться в целях недопущения такого использования, которое несовместимо с их выживанием; а также другие виды, которые должны подлежать регулированию для того, чтобы над торговлей образцами некоторых видов из первого списка мог быть установлен эффективный контроль.

## Биологическое описание
Симподиальные растения средних размеров. 

Псевдобульбы однолистные, узкие, около 20 см длиной.

Листья продолговато-эллиптические, около 23 см длиной, 6 см шириной.

Цветоносы около 12,5 см длиной, кистеобразные, обычно несут 4-5 цветков.

Цветки около 13.75-20 см в диаметре, обладают сильным и приятным ароматом, не увядают около 2-х недель. Сепалии и петалии бледно-жёлтые с незначительной примесью пурпурного или лилового. 
 Губа тёмно-пурпурного цвета с мелкими золотыми жилками, по краю волнистая с небольшой бахромой, верхняя её часть практически полностью скрывает колонку. 
 Колонка 3,5 см в длину. 
 В культуре помимо обычных распространены формы с различной окраской цветков. Петалии и сепалии могут быть темно- пурпурного до рыжевато-коричневого, жёлтого с оттенком лилового, бледно зеленовато-жёлтого, золотисто-жёлтого и оранжево-жёлтого цвета. Окраска губы может быть темно красно-пурпурной с золотистыми жилками и без них, красного с большими жёлтыми пятнами, практически полностью жёлтого иногда красиво окаймлённого бледно-лиловой каёмкой. Количество жёлтого пигмента может меняться от цветка к цветку в одном соцветии.
 Известный клон 'Rosita', FCC/RHS (1901) из Коста-Рики имеет почти пурпурные лепестки.

## В культуре
Температурная группа — от умеренной до тёплой. 
 C. dowiana содержат при более высоких температурах, чем большинство других крупноцветковых видов каттлей, ночной минимум — 18 °C.
Новые побеги начинают рост поздней зимой или ранней весной, бутоны появляются из основания листа до того, как он станет полноценным в июле или августе.
Посадка в горшок или корзинку для эпифитов с субстратом из сосновой коры средней или крупной фракции. Субстрат после полива должен почти полностью просыхать. Для полива лучше использовать воду прошедшую очистку методом обратного осмоса. 
 В северных регионах при чрезмерном поливе в зимнее время года корни подвержены гнилям. Самое важное правило состоит в том, чтобы корни растений после полива быстро просыхали. Для быстрой просушки субстрата рекомендуется использовать глиняные (не обливных) горшки или в подвесные корзинки.
С сентября по март — период покоя, в это время растения практически не поливают.
Относительная влажность воздуха 60-80 %.
Освещение: прямой солнечный свет в первой и второй половине дня с лёгким притенением в середине дня при интенсивном движении воздуха. Светло зелёный цвет листьев, является хорошим индикатором того, что растения получают нужное количество света.
Подкормки только в период активной вегетации комплексным удобрением для орхидей в минимальной концентрации 1-3 раза в месяц.
Цветение не продолжительное, обычно 3—7 дней.
- Cattleya Alfred Dimmock — Cattleya dowiana x Cattleya lawrenceana
- Cattleya Appletonii — Cattleya dowiana x Cattleya elongata
- Cattleya Aurora — Cattleya dowiana x Cattleya luteola
- Cattleya Chamberlainiana — Cattleya dowiana x Cattleya leopoldii
- Cattleya Cleopatra — Cattleya dowiana x Cattleya violacea
- Cattleya Comet — Cattleya dowiana x Cattleya warneri
- Cattleya Cora Menezes — Cattleya dowiana x Cattleya intermedia
- Cattleya Doinii — Cattleya dowiana x Cattleya dormaniana
- Cattleya Egerides — Cattleya dowiana x Cattleya walkeriana
- Cattleya Empress Frederick — Cattleya dowiana x Cattleya mossiae
- Cattleya F.W. Wigan — Cattleya dowiana x Cattleya schilleriana
- Cattleya Fabia — Cattleya dowiana x Cattleya labiata
- Cattleya Fulfescens — Cattleya dowiana x Cattleya forbesii
- Cattleya Hardyana — Cattleya warscewiczii × Cattleya dowiana var. aurea
- Cattleya Iris — Cattleya dowiana x Cattleya bicolor
- Cattleya Kienastiana — Cattleya dowiana x Cattleya lueddemanniana
- Cattleya Lady Ingram — Cattleya dowiana x Cattleya eldorado'
- Cattleya Leda — Cattleya dowiana x Cattleya percivaliana
- Cattleya Lord Rothschild — Cattleya dowiana x Cattleya gaskelliana
- Cattleya Maggie Raphael — Cattleya dowiana x Cattleya trianae
- Cattleya Mantinii — Cattleya dowiana x Cattleya bowringiana
- Cattleya Maronii — Cattleya dowiana x Cattleya velutina
- Cattleya Mme. Jeanne Doin — Cattleya dowiana x Cattleya quadricolor
- Cattleya Mrs. Pitt (Cattleya Sappho) — Cattleya dowiana x Cattleya harrisoniana
- Cattleya Octave Doin — Cattleya dowiana x Cattleya mendelii
- Cattleya Pittiana — Cattleya dowiana x Cattleya schofieldiana
- Cattleya Princess Clementine — Cattleya dowiana x Cattleya aclandiae
- Cattleya Rosa Leemann — Cattleya dowiana x Cattleya amethystoglossa
- Cattleya Rubencito — Cattleya dowiana x Cattleya aurantiaca
- Cattleya Taboo — Cattleya dowiana x Cattleya guttata
- Cattleya Triumphans — Cattleya dowiana x Cattleya rex
- Cattleya Vestalis — Cattleya dowiana x Cattleya maxima
- Cattleya Zephir — Cattleya dowiana x Cattleya schroederae
- Cattlianthe Doris and Byron

## Известныегрексысозданные с участием каттлеи Доу
- Laeliocattleya Hsin Buu Lady

## В художественной литературе
Под названием Каттлея довиана этот вид каттлей упомянут в романе Рекса Стаута, Острие копья. 
«Не зная меня, моих причуд и привычек, вы не могли предполагать, что я не способен на такое даже ради редкого экземпляра каттлеи довиана ауреи в качестве награды, не то что ради каких-то бумажек и, как вы  изволили выразиться, вещей».